# Eviota deminuta
Eviota deminuta, tên thông thường là diminutive dwarfgoby, là một loài cá biển thuộc chi Eviota trong họ Cá bống trắng. Loài này được mô tả lần đầu tiên vào năm 2013.

## Từ nguyên
Từ deminuta trong danh pháp của E. deminuta theo tiếng Latinh có nghĩa là "bé nhỏ", ám chỉ kích thước bé nhỏ của loài cá này so với đồng loại.

## Phạm vi phân bố và môi trường sống
E. deminuta hiện chỉ được biết đến tại quần đảo Marquesas (Polynesia thuộc Pháp), nơi chúng được tìm thấy rộng khắp các vùng biển bao quanh các hòn đảo. Loài cá này được thu thập gần các rạn san hô ở độ sâu khoảng từ 3 đến 42 m.

## Mô tả
Chiều dài cơ thể tối đa được ghi nhận ở E. deminuta là 0,9 cm. Đầu và thân trong mờ, có màu vàng nhạt. Hai bên lườn có 11 - 13 đốm hoặc các vạch ngắn, trải dài từ gáy và kết thúc ở cuống đuôi. Cuống đuôi có một đốm đen lớn và một dải hình lưỡi liềm thẳng đứng ngay rìa sau cuống đuôi. Má có các vệt đốm màu cam. Đuôi có màu đỏ nhạt.
Số gai ở vây lưng: 7; Số tia vây ở vây lưng: 8 - 9; Số gai ở vây hậu môn: 1; Số tia vây ở vây hậu môn: 7 - 8; Số tia vây ở vây ngực: 14 - 15.